# Ján Hanus
Ján Hanus (* 23. ledna 1932) byl československý politik Komunistické strany Československa z českých zemí slovenské národnosti a poslanec Sněmovny národů Federálního shromáždění za normalizace.

## Biografie
Narodil se na východním Slovensku v chudých poměrech. V roce 1947 se jako dobrovolník podílel na vykládce obilných dodávek ze Sovětského svazu. Jako brigádník potom pracoval na stavbě mládeže (železniční trať z Hronské Dúbravy do Banské Štiavnice). Učňovské roky strávil ve slovenských rudných dolech. Pak následovala vojenská služba a po ní nastoupil na Sokolovsko v západních Čechách. Tam se oženil a stejně jako jeho tchán začal pracoval v Dole Marie Majerové. Po čtyřech letech se věku 23 let stal předákem. Vedl skupinu čtyřiceti horníků, která získala četná vyznamenání. Z počátečního průměru 21 tun uhlí na osobu se postupně dostali na 30 tun a při některých směnách i na 40 nebo 48 tun. Hanus získal vyznamenání Hrdina socialistické práce. K roku 1981 se profesně uvádí jako předák porubářů.
Ve volbách roku 1981 zasedl do české části Sněmovny národů (volební obvod č. 28 - Sokolov-Mariánské Lázně, Západočeský kraj). Ve Federálním shromáždění setrval do konce funkčního období, tedy do voleb roku 1986.